# Leonhard Waitl
Leonhard („Hartl“) Waitl (* 5. April 1939 in Füssen; † 7. März 2010 ebenda) war ein Eishockeyspieler (Verteidiger) und Mitglied der Hall of Fame für Deutschland.

## Karriere
Zuerst war Hartl Waitl im Seniorenbereich für seinen Stammverein EV Füssen in der höchsten Eishockeyspielklasse zwischen 1957 und 1966 aktiv und wurde dabei Deutscher Meister 1958, 1959, 1961, 1963, 1964 und 1965. Gemeinsam mit Paul Ambros bildeten sie ein Verteidigerpaar auf internationalem Niveau. Danach wechselte er in die Oberliga zur Eishockeymannschaft des FC Bayern München – auch aufgrund des Besuchs der dortigen Meisterschule – und stieg mit ihr erneut in die Eishockey-Bundesliga auf. Nachdem im Sommer 1969 die Eishockeymannschaft des FC Bayern aufgelöst wurde, sicherte sich der damalige Präsident des Augsburger EV Curt Frenzel die kompletten Transferrechte an der Münchner Mannschaft. In diesem Zusammenhang wechselte Waitl von München nach Augsburg, wobei Curt Frenzel Waitl erst nach einer Abstimmung der Augsburger Mannschaft verpflichtete.
1972 wechselte er wieder zurück zum EV Füssen und holte sich mit ihm 1973 erneut die Deutsche Meisterschaft. Nach der Saison 1973/74 beendete er seine Spielerkarriere.
In der Eishockeynationalmannschaft kam Leonhard Waitl zu über 100 Einsätzen darunter u. a. bei den Olympischen Winterspielen 1960, 1964 und 1968.
Für seine sportlichen Leistungen erhielt er am 10. März 1963 das Silberne Lorbeerblatt.